# سیارک ۴۰۴۴۱
سیارک ۴۰۴۴۱ (به انگلیسی: 40441 Jungmann، نامگذاری:1999RW34) چهل هزار و چهارصد و چهل و یکمین سیارک کشف شده‌است که در ۱۱ سپتامبر ۱۹۹۹ کشف شد.